# باولو دال فيومي
باولو دال فيومي (بالإيطالية: Paolo Dal Fiume)‏ هو لاعب كرة قدم إيطالي في مركز الوسط، ولد في 26 يناير 1955 في Giacciano con Baruchella ‏ في إيطاليا. لعب مع نادي أودينيزي ونادي بيروجيا ونادي بيستويسي ونادي تورينو ونادي فاريسي ونادي نابولي.

## وصلات خارجية
- باولو دال فيومي على موقع قاعدة بيانات كرة القدم.إي يو (الإنجليزية)
- باولو دال فيومي على موقع عالم كرة القدم.نت (الإنجليزية)